# Musée de Charlevoix
Le musée de Charlevoix est un musée d'art, d'ethnologie et d'histoire situé à La Malbaie, dans la région naturelle de Charlevoix, dans l'est du Québec,. Sa collection comprend près de 9 000 objets et 6 000 documents d'archives.

## Histoire

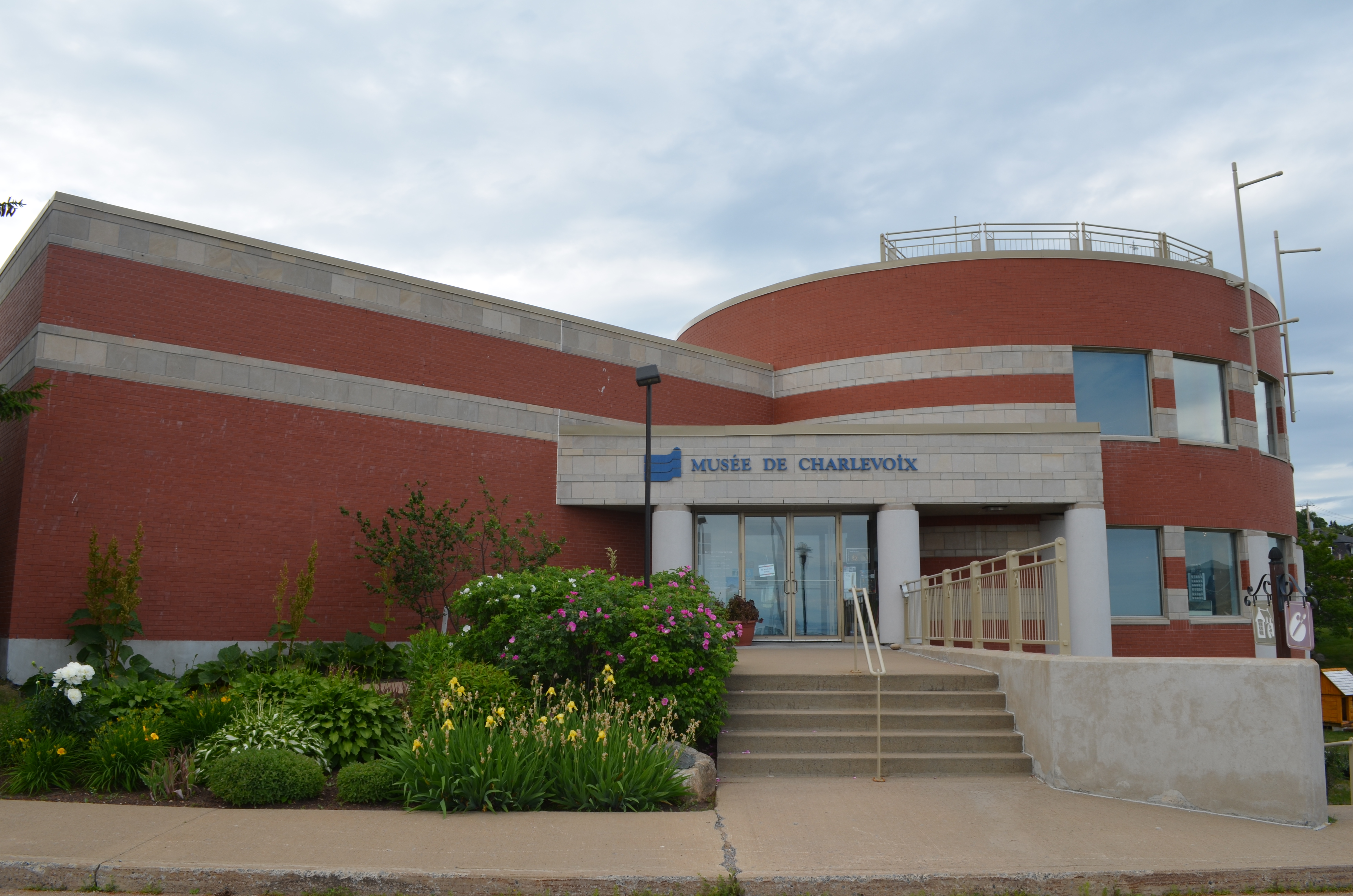
L'édifice du musée de Charlevoix inauguré en 1990

Depuis le début du XXe siècle, la région de Charlevoix a été fréquentée assidûment par de nombreux artistes, tels que Clarence Gagnon ou André Biéler. Dès les années 1930, le peintre américain Patrick Morgan, qui s'est installé à Cap-à-l'Aigle, près de La Malbaie, lance l'idée d'un musée consacré à l'art populaire de la région.
En 1946, Roland Gagné, un collectionneur de Pointe-au-Pic, près de La Malbaie, crée un musée privé derrière chez lui, qu'il nomme «musée régional Laure-Conan ». Ce premier établissement prend une nouvelle dimension en 1975, lorsque les collections s'installent dans l'ancien bureau de poste de La Malbaie.
En 1990, le musée déménage dans un bâtiment situé à Pointe-au-Pic et il prend le nom de Musée de Charlevoix en 1992.

## Collections

### Ethnohistoire
Le Musée de Charlevoix conserve une importante collection de 4000 objets d'ethnohistoire charlevoisienne. On y trouve notamment des meubles, des vêtements, des jouets et des outils, dont un grand nombre sont issus de la collection personnelle de Roland Gagné.
Des fonds d'archives publiques et privées, des photographies anciennes, des cartes postales et des plans s'y sont ajoutés depuis 1975.

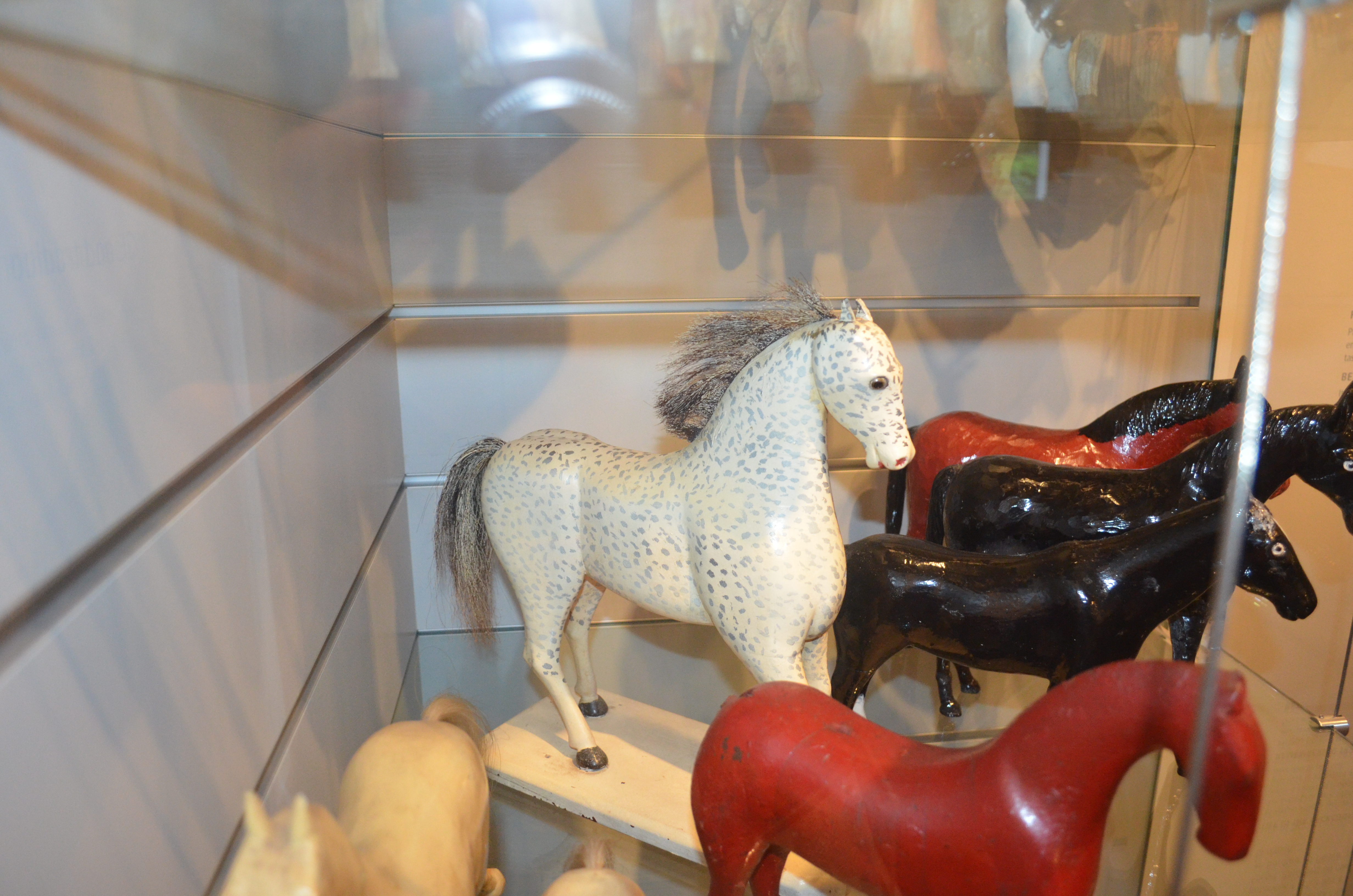
Chevaux de bois sculptées (début du XXe siècle).
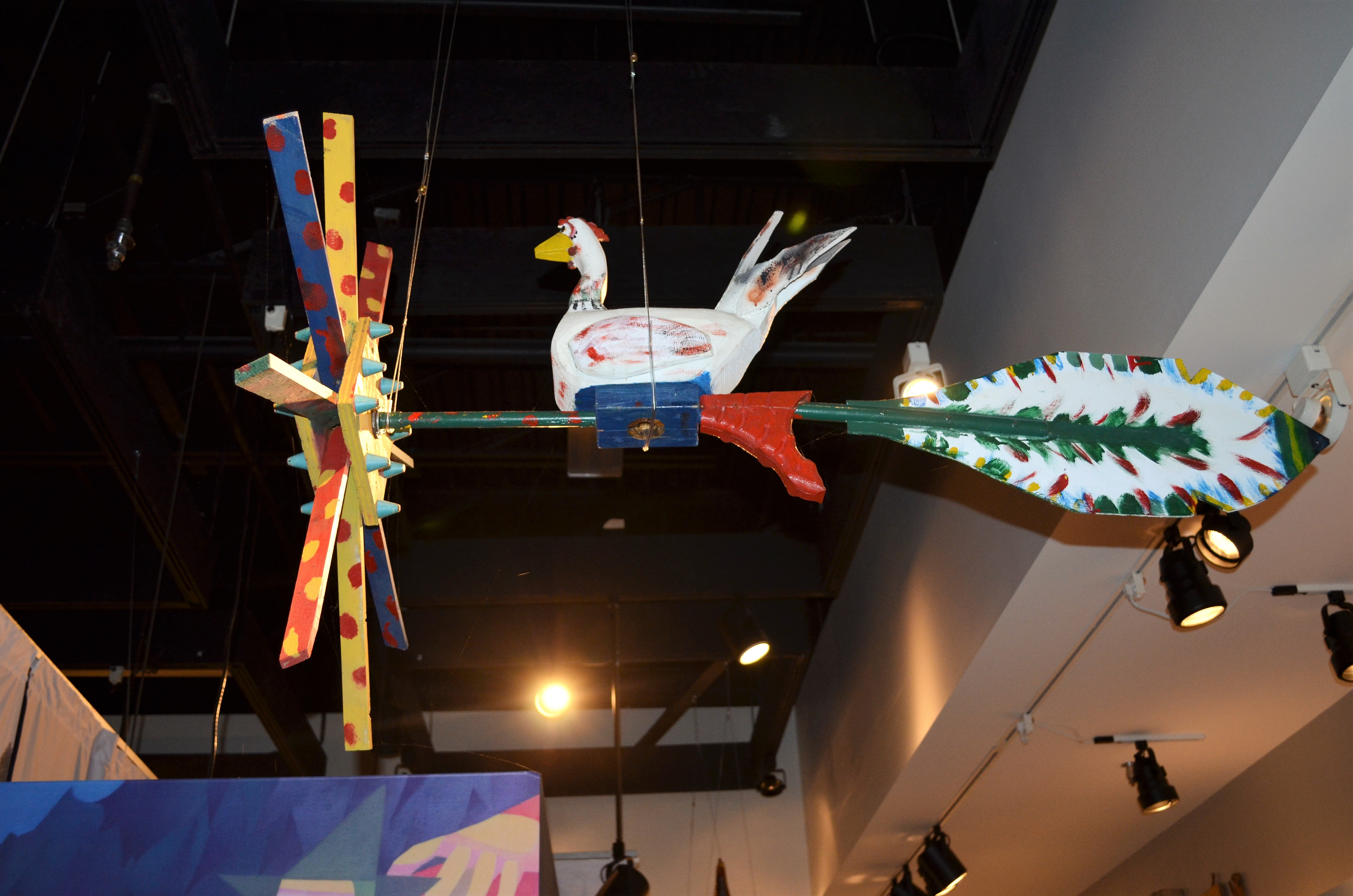
Vire-vent (début du XXe siècle).

### Art
Le musée rassemble un grand nombre d'œuvres d'art, en particulier des peintures et des sculptures. Il s'agit aussi bien d'œuvres d'artistes connus : Clarence Gagnon, René Richard, Georges-Henry Duquet, François Soucy que d'artistes populaires tels Roger Ouellette ou Robert Cauchon (art naïf, art brut).

## Expositions et évènements
Le Musée de Charlevoix présente une dizaine d'expositions chaque année. Certaines sont consacrées à des artistes, en solo ou non, d'autres à des thématiques d'ethnohistoire, d'autres encore aux acquisitions récentes.